# 미트볼 스파게티
미트볼 스파게티(영어: spaghetti and meatballs)는 미국 뉴욕에서 이탈리아계 미국인에 의해 만들어진 스파게티 요리이다. 삶은 스파게티에 미트볼을 넣어 만든 토마토 소스를 얹어 만든다.

## 같이 보기
- 나포리탄
- 마카로니
- 파스타 알 포모도로